# Chính quyền Thành phố Hồ Chí Minh
Chính quyền Thành phố Hồ Chí Minh là chính quyền địa phương phụ trách quản lý và điều hành đời sống chính trị và kinh tế-xã hội của Thành phố Hồ Chí Minh. Chính quyền bao gồm 3 nhánh chính: Ủy ban nhân dân Thành phố Hồ Chí Minh (hành pháp), Hội đồng nhân dân Thành phố Hồ Chí Minh (lập pháp) và Tòa án nhân dân Thành phố Hồ Chí Minh (tư pháp). Hiểu theo nghĩa rộng, nó còn bao gồm cả bộ máy giúp việc cho Ủy ban Nhân dân Thành phố (các sở, ban, ngành) và chính quyền địa phương các cấp quận, huyện, phường, xã trực thuộc Thành phố Hồ Chí Minh.
Thành ủy Thành phố Hồ Chí Minh là cơ quan đứng đầu tổ chức Đảng Cộng sản Việt Nam tại thành phố Hồ Chí Minh và không phải là một bộ phận của chính quyền.

## Lập pháp
Hội đồng nhân dân Thành phố Hồ Chí Minh là cơ quan quyền lực nhà nước địa phương ở Thành phố Hồ Chí Minh, tạo thành nhánh lập pháp trong chính quyền Thành phố. Đây là cơ quan lập pháp đơn viện gồm 105 đại biểu (gọi là Đại biểu Hội đồng nhân dân), đại diện cho cử tri ở 35 khu vực bầu cử cấp thành phố. Hội đồng nhân dân có nhiệm kỳ 5 năm và được chọn ra trong cuộc Bầu cử Hội đồng nhân dân các cấp diễn ra 5 năm một lần.
Cơ quan này hoạt động thông qua các kỳ họp diễn ra 2 lần một năm, do Thường trực Hội đồng nhân dân triệu tập. Trong mỗi kỳ họp, hội đồng nhân dân làm việc tập thể và biểu quyết theo đa số (trên 50% đại biểu dự họp), trừ việc miễn nhiệm, bãi nhiệm đại biểu giữ chức trách của cơ quan mình.
Hội đồng có nhiệm vụ bảo đảm việc thi hành Hiến pháp và pháp luật của nhà nước trên địa bàn Thành phố Hồ Chí Minh, và thực hiện quyền giám sát với hoạt động của Thường trực Hội đồng nhân dân Thành phố, Ủy ban nhân dân, Tòa án nhân dân và Viện kiểm sát nhân dân Thành phố. Dự toán ngân sách của Thành phố cũng do Hội đồng nhân dân biểu quyết tại kỳ họp.
Hội đồng nhân dân bầu ra ban chấp hành của mình là Ủy ban nhân dân Thành phố Hồ Chí Minh.
Thường trực Hội đồng nhân dân có nhiệm vụ triệu tập và chủ tọa các kì họp của Hội đồng nhân dân, bao gồm Chủ tịch và hai Phó chủ tịch. Chủ tịch Hội đồng nhân dân đương nhiệm là Bà Nguyễn Thị Quyết Tâm.
Ngoài ra, Hội đồng nhân dân còn điều hành 4 ban chuyên trách gồm: Ban Pháp chế, Ban Kinh tế-Ngân sách, Ban Đô thị và Ban Văn hoá-Xã hội.

## Hành pháp

### Ủy ban nhân dân Thành phố Hồ Chí Minh

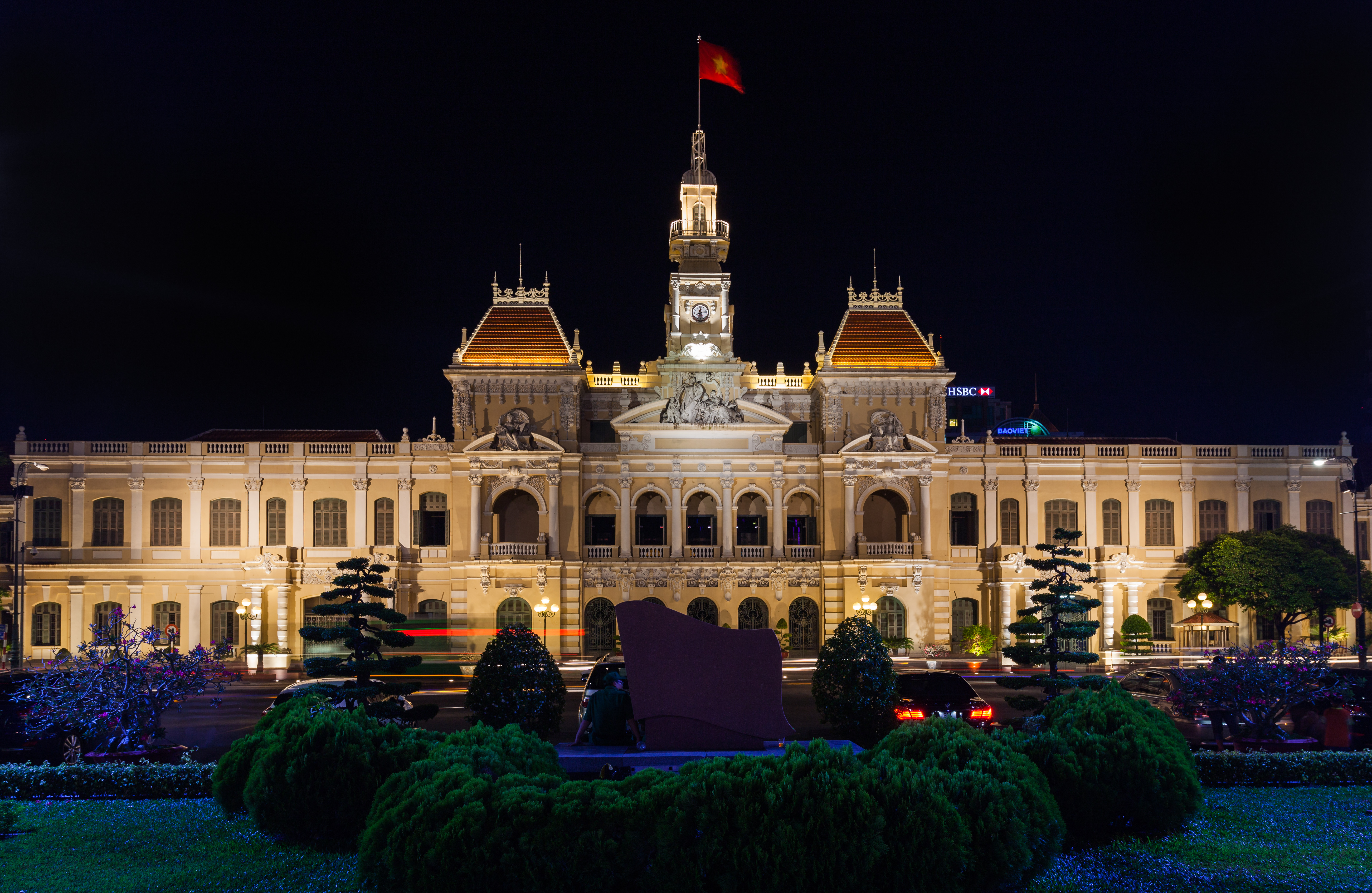
Trụ sở Ủy ban nhân dân Thành phố và Hội đồng nhân dân Thành phố

Ủy ban nhân dân Thành phố Hồ Chí Minh là cơ quan hành chính nhà nước nằm trong hệ thống hành chính Cộng hòa Xã hội chủ nghĩa Việt Nam. Đây là cơ quan chấp hành của Hội đồng nhân dân Thành phố Hồ Chí Minh, cơ quan hành chính nhà nước địa phương ở thành phố Hồ Chí Minh, chịu trách nhiệm trước Hội đồng nhân dân thành phố và cơ quan nhà nước ở Trung ương. Ủy ban nhân dân Thành phố Hồ Chí Minh do Hội đồng nhân dân Thành phố Hồ Chí Minh bầu ra và được Thủ tướng Chính phủ phê duyệt, chịu trách nhiệm quản lý về mọi hoạt động chính trị, an ninh, kinh tế và văn hóa trên địa bàn thành phố.
Nhiệm kỳ của Ủy ban nhân dân gắn liền với nhiệm kỳ của Hội đồng nhân dân Thành phố, thay đổi 5 năm một lần.
Ủy ban nhân dân Thành phố hiện tại bao gồm 1 Chủ tịch, 5 Phó Chủ tịch và 22 ủy viên. Chủ tịch Ủy ban nhân dân đương nhiệm là Ông Phan Văn Mãi, Phó Bí thư Thành ủy.

### Các đơn vị trực thuộc
Ủy ban nhân dân Thành phố Hồ Chí Minh hiện tại đang quản lý trực tiếp 75 đơn vị trực thuộc, trong đó có 43 sở, ban, ngành, 22 chính quyền cơ sở cấp quận, huyện, thành phố của TP HCM. Ngoài ra Ủy ban còn quản lý 8 tổng công ty vốn Nhà nước đang làm việc trên địa bàn. Các sở, ngành của Ủy ban nhân dân quản lý về các lĩnh vực cụ thể, như y tế, giáo dục, đầu tư, tư pháp, tài chính.

## Tư pháp
Hệ thống Tòa án nhân dân Thành phố Hồ Chí Minh hiện tại được thành lập vào tháng 9 năm 1976, bao gồm hai cấp: Tòa án nhân dân Thành phố và 24 Tòa án nhân dân cấp quận, huyện. Tại cấp thành phố có 5 tòa chuyên trách: Tòa Hình sự, Tòa Dân sự, Tòa Kinh tế, Tòa Hành chính và Tòa Lao động.
Hiện tại Việt Nam thực hiện hệ thống tòa án hai cấp, có nghĩa là các tòa án nhân dân cấp quận, huyện có thẩm quyền xét xử sơ thẩm những vụ án trong phạm vi quyền hạn của mình. Còn Tòa án nhân dân Thành phố Hồ Chí Minh cũng có thẩm quyền xét xử sơ thẩm, đồng thời có thể phụ trách xét xử phúc thẩm các vụ án mà tòa cấp dưới đã tuyên nhưng bản án bị kháng cáo, kháng nghị.
Chánh án TAND Thành phố Hồ Chí Minh hiện nay là ông Lê Thanh Phong.

## Các địa phương trực thuộc
Thành phố Hồ Chí Minh có 168 đơn vị hành chính trực thuộc, bao gồm 113 phường, 54 xã và 1 đặc khu. 
Ở mỗi cấp chính quyền này có Hội đồng nhân dân và Ủy ban nhân dân quản lý mọi mặt đời sống kinh tế-xã hội.